# Marijefred
Marijefred (швед. Mariefred) je grad u regiji Sedermanland, Švedska.